# Distrito de Kemin
El distrito de Kemin (en kirguís: Кемин району) es uno de los rayones (distrito) de la provincia de Chuy en Kirguistán. Tiene como capital la ciudad de Kemin.
En 2009 tenía 44 118 habitantes, de los cuales el 85,5% eran kirguises, el 10,8% rusos y el 1,2% kazajos.

## Subdivisiones
Comprende las ciudades de Kemin (la capital) y Orlovka y las siguientes 11 comunidades rurales (aiyl okmotu):
- Ak-Tüz
- Almaluu
- Boroldoy
- Jangy-Alysh
- Kichi-Kemin
- Ilyich
- Kara-Bulak
- Kayyngdy
- Kyzyl-Oktiabr
- Shabdan
- Chym-Korgon